# Nippur-Elle
Unter Nippur-Elle versteht man zwei verschiedene Dinge, entweder einen dinglichen Maßstab oder eine Längeneinheit.

## Der dingliche Maßstab

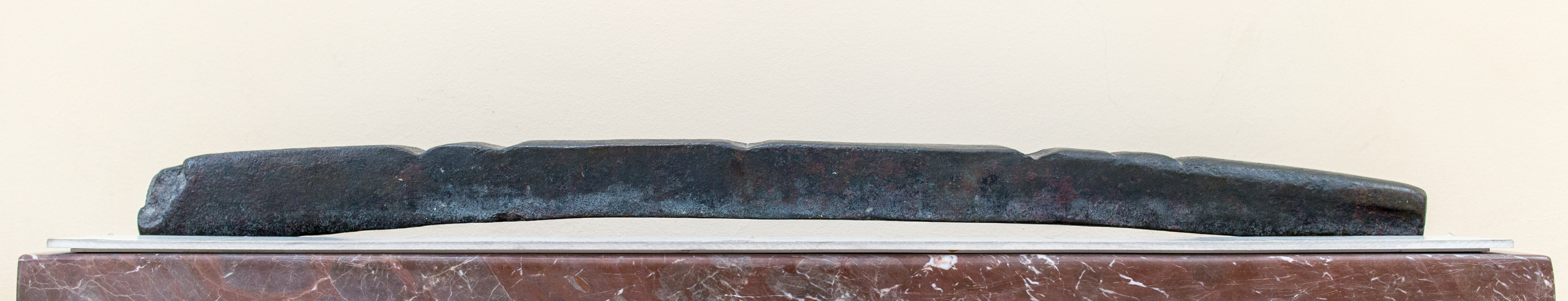
Nippur-Elle im Archäologischen Museum Istanbul

Bei Ausgrabungen wurde im Tempel E in Nippur, Mesopotamien, ein Maßstab gefunden, der die stark vergrößerte Form eines Schreibergriffels hat. Er besteht aus einer bisher nicht analysierten Kupferlegierung (dem Aussehen nach recht reines Kupfer) und befindet sich heute im Altorientalischen Museum der Archäologischen Museen in Istanbul. Auf ihm sind offensichtlich miteingegossene Kerben angebracht. Die verwendete Technik bringt es mit sich, dass die Kerben nicht sehr genau sitzen. Der Maßstab wiegt rund 45,5 kg und wurde wohl wegen seines Gewichts bei der Plünderung des Tempels nicht weggeschafft. Seine genaue gesamte Länge beträgt 110,35 cm. Er ist, unter Berücksichtigung der Radiokohlenstoffdatierung (C14-Methode), in die erste Hälfte des 3. Jahrtausends v. Chr. zu datieren.

## Längeneinheit

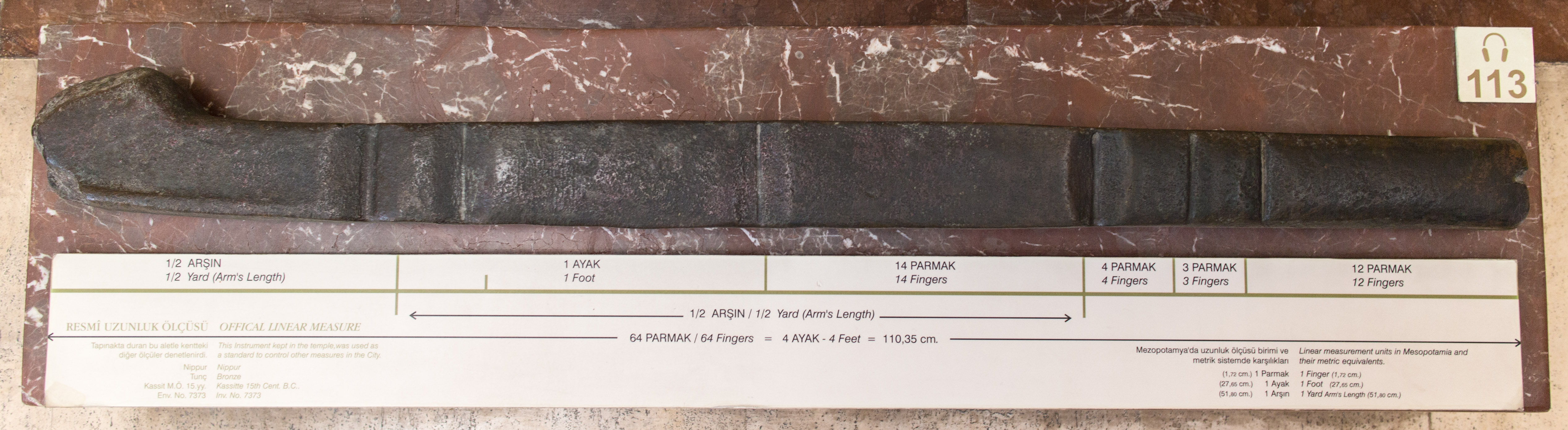
Einteilung der Nippur-Elle

Eckhard Unger hat erkannt, dass die Kerben Marken eines Maßsystems sind. In seinen Publikationen erläutert er, wieso sich aus deren Abständen eine in 30 Teile (Fingerbreiten = Ubanu, Ninda, Digitus) unterteilte Elle von 51,80 cm ergibt. Die Nippur-Elle ist daher der älteste uns überkommene Maßstab. Wenn man anhand der von Unger angegebenen Teilstrecken aus sechs Distanzen einen Mittelwert bildet, erhält man hierfür 518,6 mm. Im Verlaufe der jahrzehntelangen Forschung hat sich herausgestellt, dass sich aus dieser ältesten Längeneinheit alle anderen vormetrischen Längeneinheiten ableiten lassen. Die Umrechnungen sind bekannt.
Von der Projektgruppe Maße - Musik - Mathematik (MMM) wurden weltweit 872 dingliche Maßstäbe (Skalen) gesammelt. Rechnet man aus ihnen auf die Nippur-Elle zurück, erhält man eine Länge von 518,30 mm ±0,87 mm bei einem Variationskoeffizienten von 0,168 %. Das statistische Vertrauensintervall (Mutungsintervall) beträgt ±0,042 %. Diese Zahlen kannte die Antike natürlich nicht. Sie lassen sich heute errechnen, weil die historische Entwicklung der Nippur-Elle abgeschlossen ist und 872 Maßstäbe eine hinreichend große Stichprobe für alle vormetrischen Skalen darstellt.
Zu allen Zeiten ist der „normale“ Fuß 16 digiti lang gewesen. „(Es gibt ‚Füße‘ zu 18 digiti. Das ist die so genannte Pygme, eigentlich die Unterarmlänge bis zur Handwurzel, welche im deutschen aber oft auch ‚Fuß‘ genannt wird.)“ Die Länge eines digitus lässt sich aus obigen Angaben errechnen: 518,30 mm : 30 = 17,277 mm (fünf zählende Stellen!). Somit ergibt sich die Länge des Fußes der Nippur-Elle zu 16×17,277 mm = 276,43 mm (fünf zählende Stellen!). Teilt man die Gesamtlänge des Maßstabs von 1103,5 mm durch diese 276,43 mm, dann folgt 1103,5 mm : 276,43 mm = 3,992, gerundet 4. Mit anderen Worten: Die beabsichtigte Länge der dinglichen Nippur - Elle soll vier Fuß sein. Die Abweichung (der „Fehler“) beträgt 0,1995 %. (Allgemein weichen antike Maßstäbe um etwa ±0,2 % vom Soll ab.)
Auffälligerweise ist nirgendwo auf dem Maßstab eine Abstandskerbung von 16 digiti zu finden, obwohl der Maßstab dazu lang genug ist. Der Fuß setzt sich aus 12 und 4 digiti zusammen. Dagegen findet sich zweimal ein Abstand von 12 digiti. Daher sollte der 12-digiti-Abstand besonders wichtig sein. (Zur Römerzeit hieß er dodrans) Seine Länge beläuft sich auf 12×17,277 mm = 207,32 mm. Das Vierfache davon (Die Antike dachte in Verdoppelungsschritten) ist 4×207,32 mm = 829,30 mm. A. Thom fand für das Megalithische Yard als Mittelwert aus ca. 220 megalithischen Steinsetzungen 829,056 mm, Variationskoeffizient 0,110 %. Der Unterschied beträgt 0,029 % und ist ohne Bedeutung. Das Megalithische Yard (MY) ist daher das Vierfache des 12-digiti-Maßes der Nippur-Elle und es handelt sich um ein einziges Maßsystem. Zwar ist rein rechnerisch ein Drittel des MY genau gleich lang wie der Fuß der Nippur-Elle, aber nirgendwo findet sich ein Hinweis darauf, dass das MY gedrittelt worden wäre. Das MY ist eben 48 digiti lang und der Fuß 16 digiti, und daraus resultiert die Gleichheit. Auf der Nippur-Elle lässt sich aber der Abstand von 18 digiti, gebildet aus 14 und 4 digiti, abgreifen. Es war schon gesagt, dass es 18-digiti-Füße gibt, wie beispielsweise der Drusianische Fuß.
Das System der Nippur-Elle / MY war in allen vollneolithischen Kulturen bekannt, daher auch im prädynastischen und frühdynastischen Ägypten. Dort teilte man allerdings die Elle in nur 28 digiti, weil das einfacher mit dem Fuß von 16 digiti zu verrechnen geht: Der digitus ist dann 518,30 mm : 28 = 18,511 mm; 18,511 mm×16 = 296,17 mm. Das ist der wohlbekannte römische Fuß (pes Romanus). Der Mittelwert aus 58 aufgefundenen Maßstäben mit römischer Skala ist 296,13 mm ±0,5 mm.
Zweimal ist auf der Nippur-Elle der 4-digiti-Abstand abgetragen. Das muss auch eine besondere Bedeutung haben. Dieser Abstand ist die palma (auch palmus). Zwölf palmae sind 4×12 digiti oder ein Megalithisches Yard. Die Zwölf war im alten Mesopotamien eine besonders wichtige Zahl, denn sie gehörte dem Sexagesimalsystem an. Noch heute verwenden wir die Zahl 12 als Zählmaß Dutzend und unterteilen das Jahr in 12 Monate.
Seit einigen Jahren bevorzugen viele Spezialisten jetzt einen arbiträr festgelegten Definitionswert für das Nippur Ellenmaß: 518 616 µm. Dieser Wert hat den doppelten Vorzug, einerseits klar innerhalb des Vertrauensbereiches der hier beschriebenen Forschungsarbeiten zu liegen, andererseits ist dieser wohldefinierte Wert das Produkt von nur drei einfachen Primzahlen: 7⁴×3³×2³ (vgl. glatte Zahl). Für die vielen anderen von der Nippur-Elle abgeleiteten antiken Maße ergeben sich daraus auch einfache Werte, z. B. die Garde-Elle 15/14 NE, die arabische Nil-Elle 25/24 NE, den Pechys basilikos 36/35 NE, die ägyptische Königselle 50/49 NE, die Salamis-Elle 14/15 NE, die römische Elle, die 6/7 Nippur-Ellen beträgt;  für den römischen Fuß liegt der Wert bei genau 296,352 mm.